# Martín Díez de Aux
Martín Díez de Aux (Daroca, siglo XIV – Játiva, 1440), también apellidado como Díaz de Aux  o Díez d'Aux, fue un noble aragonés  que sirvió como Baile General del reino entre 1423 y 1433, y como Justicia del reino entre 1433 y 1439. Su aportación más importante fue la compilación de las Observancias que fueron añadidas posteriormente a las ediciones de los Fueros de Aragón.

## Inicio
Martín Diez de Aux era hijo de Juan Díez de Aux y de su esposa Martina, ambos vecinos de Daroca. Durante el interregno posterior a la muerte de Martin I Martín Díez de Aux se puso del lado del infante de Castilla, y tras el asesinato de García Fernández de Heredia, arzobispo de Zaragoza, procesó a los cómplices de Antón de Luna en su ciudad. Después de Fernando de Antequera fuera elegido rey, Aux le pidió una recompensa por los servicios prestados y recibió parte de los bienes confiscados a los partidarios de Luna en Daroca. Fue nombrado justicia de la Comunidad de Daroca en 1416 y en 1421 merino de la misma. Luego fue lugarteniente de Baile con Álvaro Garavito. Tras la muerte de Garavito el rey Alfonso V nombró a Juan López de Gurrea Baile y tras de que este fuera nombrado Gobernador en 1423, Aux fue nombrado Baile General del reino. En 1429 fue nombrado Alcaide de Daroca y en 1430 compró El Castellar, incluidos sus pobladores cristianos, mudéjares y judíos. Tras la muerte de Francisco Zarzuela Aux fue nombrado Justicia de Aragón  con carácter vitalicio, pasando Ferrer de Lanuza a ocupar el cargo de Baile. Aux se comprometió ante el rey a renunciar al cargo de Justicia si se le era devuelto el cargo de Baile.
El reino de Aragón se encontraba en ese momento en una situación de confusión, con el rey ausente en Italia y el gobierno pasando con frecuencia de las manos de la reina María de Castilla a las del hermano del rey, el rey Juan de Navarra, que aprovechaba la situación para intervenir en los asuntos de Castilla; los empleos eran vendidos, las rentas explotadas por unos pocos y la corrupción extendida incluso al rey, que también vendía cargos a cambio de regalos de los que expoliaban el tesoro. Martín Díez de Aux no fue una excepción y usó su cargo de Justicia para favorecer a sus amigos y, en vez de perseguir la corrupción, se sumó a ella.

## Las Observancias y la Letra Intimada
El Justicia de Aragón había recibido el encargo por las Cortes de Teruel de 1428 de compilar una colección oficial de las Observancias del reino. Varios jurisconsultos aragoneses habían escrito compilaciones de fueros y usos que no estaban recogidos en las compilaciones de los fueros autorizadas por las Cortes. Estos podían ser fueros tradicionales, transmitidos por vía oral, o también fueros anteriores a la primera compilación oficial de 1247 que todavía se usaban en los tribunales aragoneses. Un motivo para realizar la compilación podría haber sido el documentar y fijar las normas legales, para evitar que los justicias pudieran crear nueva legislación con decisiones que no estuvieran fundamentadas en fuentes escritas. Aux y sus colaboradores seleccionaron los fueros y usos que ellos creían que todavía estaban en vigencia y crearon una compilación de Observancias, publicada en 1437, que sería añadida a las ediciones impresas de los Fueros de Aragón. La compilación estaba basada principalmente en las obras de Martin de Sagarra, Sancho Jiménez de Ayerbe, Pelegrín Anzano, Jimén Pérez de Salanova, Juan Pérez de Patos, Jaime de Hospital y Arnaldo de Francia. Esta compilación fue criticada por algunos jurisconsultos por no reflejar la rica tradición de la jurisprudencia aragonesa. Johan Antich de Bages escribiría años más tarde unas extensas glosas para ampliar y enriquecer la obra de Aux.
En 1435 Aux pidió a su predecesor Juan Jiménez Cerdán que escribiera una relación que detallara el origen y la historia de los Justicias de Aragón, con el fin de preservar el poder del cargo en contra de sus detractores. Ésta sería la Letra Intimada que acabaría siendo también incluida en las ediciones de los fueros.

## Ocaso
En las Cortes de Alcañiz de 1436 Aux usó su influencia para que se promulgara un fuero que hacía a las Cortes y al rey, conjuntamente, como el único tribunal competente para juzgar o deponer al Justicia. Con esto se creyó seguro y continuó dilapidando el tesoro público. Aux cometió el error de no favorecer también a los amigos del rey, a pesar de que este se lo pidiera. Todos estos hechos enfurecieron al rey y en 1438 este le ordenó dejar el cargo de Justicia y volver al cargo de Baile, como Aux se había comprometido. Desde Italia el rey ordenó su hermano y a su esposa a que intimasen a Aux para que abandonara el cargo, cosa que este se negó a hacer. Tras esto el rey ordenó que se le destituyera por cualquier medio que fuese necesario. La reina mandó que se le prendiera y fuera sacado del reino, para evitar posibles recursos de sus amigos. Aux fue detenido y transportado al castillo de Játiva en el reino de Valencia, fuera de la protección de los fueros aragoneses. A pesar de la intercesión de nobles aragoneses, la reina no cedió. El rey le encargó que examinara los delitos de Aux y que aplicara la pena correspondiente, tras lo que la reina ordenó que fuera ejecutado, lo que se hizo en secreto en la cárcel de Játiva en la que estaba preso.

## Familia
Martín Díez de Aux se casó en primeras nupcias  con Isabel Cerdán, con la cual tuvo a Martín Díaz de Aux, que fue camarero  del rey Alfonso y señor de Alfocea, y a Fernando. En segundas nupcias estuvo casado con María Jiménez de Liñán, de la que tuvo a Juan, Catalina y Luis.